# Coppa del Mondo di nuoto
La Coppa del Mondo di nuoto (denominazione ufficiale: FINA Swimming World Cup) è una competizione annuale internazionale di nuoto in vasca corta organizzata dalla FINA e disputata per la prima volta nel 1989.
Le gare si svolgono in diverse tappe sparse in varie località del mondo, generalmente suddivise in 3 cluster (raggruppamenti geografici). Dall'edizione 2013 le tappe sono distribuite fra agosto e novembre di uno stesso anno, dal 2007 al 2012 erano invece concentrate fra ottobre e novembre (sempre di uno stesso anno), mentre fino all'edizione 2005-2006 la manifestazione si svolgeva lungo tutto il periodo invernale, ossia tra il novembre di un anno e il gennaio/febbraio dell'anno seguente.

## Storia
La prima Coppa del Mondo venne disputata a Tokyo in vasca lunga nel 1979 tra i maggiori paesi del mondo del nuoto e alcune selezioni continentali.
La prima edizione ufficiale in vasca corta, invece, è stata organizzata nel 1989 da otto federazioni (Canada, Francia, Germania Est, Germania Ovest, Gran Bretagna, Italia, Stati Uniti e Svezia) che già organizzavano manifestazioni simili. Dal 1991 la FINA, dopo aver approvato il riconoscimento ufficiale dei record mondiali in vasca da 25 metri, ha assunto il controllo dell'evento, condividendone introiti e responsabilità con le federazioni dei paesi partecipanti e ospitanti.
Il periodo dell'anno in cui si disputa la rassegna è sempre stato quello autunnale e invernale, seppur variando nei mesi e nel numero di tappe; dal 2007 il calendario è stato stabilizzato nei mesi di ottobre e novembre con un numero di tappe che varia tra le sette e le otto. Sempre nello stesso anno è stata siglata la partnership con il marchio Arena.
Fino al 1999 la determinazione dei vincitori è stata impostata in base agli stili e la Coppa veniva assegnata a sei atleti per sesso, con la suddivisione dello stile libero tra gare veloci (50, 100 e 200 m) e mezzofondo (400, 800 e 1500 m). Nel 2000 e nel 2001 è stato dichiarato un vincitore per ogni specialità e dal 2002 al 2012 è stato creato un sistema di punteggio col fine di stabilire una classifica generale con un solo vincitore per sesso.
A partire dal 2013 il sistema di punteggio per la determinazione della classifica e la struttura della manifestazione sono stati revisionati nuovamente. Le tappe del circuito sono suddivise in "cluster", solitamente uno europeo, uno medio-orientale e uno asiatico e che comprendono le tappe delle rispettive aree geografiche. La classifica generale comprende i punti derivanti dai piazzamenti degli atleti nelle singole gare, dai punti relativi alle migliori performance e da eventuali record del mondo. In base a questi elementi vengono anche attribuiti i premi in denaro.
Nel 2015 la manifestazione si è spostata in vasca lunga: l'obbiettivo è stato quello di  incrementare il numero di atleti e federazioni partecipanti, poiché ognuna delle tappe del circuito era valida come qualificazione per i Giochi di Rio 2016
Dall'edizione del 2016 si è ripreso a gareggiare in vasca corta, l'edizione del 2018 è stata la prima in cui si sono disputate gare sia in vasca lunga che in vasca corta, mentre in quella del 2019 tutte le competizioni si sono svolte in vasca lunga.

## Formula

### Competizioni
Ogni edizione della Coppa del Mondo si sviluppa in una serie di tappe in diverse sedi. In ogni tappa viene disputato lo stesso programma di gare, ciascuna delle quali si articola in batterie di qualificazione e finali, ad eccezione degli 800m e 1500m stile libero e dei 400m misti, in cui si disputa un turno unico la cui classifica finale viene ricavata dalla prestazione cronometrica.
Ogni tappa deve concludersi nell'arco di due giorni, con le eliminatorie al mattino e le finali alla sera, e con una pausa di 5-6 ore fra la fine delle batterie e l'inizio delle finali.
Nell'edizione 2012 sono state disputate per la prima volta anche delle gare di staffetta a squadre miste, formate da due uomini e due donne.
Le gare in programma sono le seguenti:
- Stile libero: 50 m, 100 m, 200 m, 400 m, 800 m (solo donne), 1500 m (solo uomini)
- Dorso: 50 m, 100 m, 200 m
- Rana: 50 m, 100 m, 200 m
- Farfalla: 50 m, 100 m, 200 m
- Misti: 100 m (solo in vasca corta), 200 m, 400 m
- Staffette miste: 4x50 m stile libero, 4x50 m misti (in vasca corta); 4x100 m stile libero, 4x100 m misti (in vasca lunga).

### Punteggio e premi

#### Sistema di punteggio (2002 - 2012)
In ogni gara viene assegnato agli atleti il punteggio standard FINA, col fine di stilare una classifica generale per ogni tappa. Si assegna quindi un punteggio ai primi dieci classificati della tappa secondo la seguente tabella:
| Pos. | Punti |
| ---- | ----- |
| 1    | 25    |
| 2    | 20    |
| 3    | 16    |
| 4    | 13    |
| 5    | 10    |

| Pos. | Punti |
| ---- | ----- |
| 6    | 7     |
| 7    | 5     |
| 8    | 3     |
| 9    | 2     |
| 10   | 1     |

Nell'ultima tappa dell'anno i punteggi sono raddoppiati e vengono inoltre assegnati 20 punti di bonus in caso di record del mondo. Viene considerato valido ai fini della classifica finale un solo punteggio per ogni tappa, anche se un atleta partecipa a più eventi nel corso della stessa.
Oltre al trofeo finale assegnato ai due vincitori, vengono conferiti premi in denaro ai primi tre della classifica finale (nell'edizione 2012 sono stati di 100.000$, 50.000$ e 30.000$) e ai primi tre classificati di ogni evento (2012: 1500$, 1000$ e 500$).

#### Sistema di punteggio (2013 - )
In ogni gara gli atleti ricevono un punteggio in base al piazzamento. Inoltre è possibile ottenere venti punti extra nel caso in cui si stabilisca un nuovo primato mondiale, e dieci punti extra nel caso in cui si pareggi un primato precedentemente stabilito. Al termine di ogni "cluster" viene stilata una classifica, in campo femminile e maschile, delle tre migliori performance alle quali si attribuisce un punteggio. Al termine della competizione la classifica generale terrà conto del punteggio ottenuto in base al piazzamento, alla migliore performance e agli eventuali record del mondo stabiliti. Infine, in relazione a tali classifiche vengono ripartiti i premi tra gli atleti.
In caso di spareggio:
- In classifica cluster:
- nel caso in cui uno dei due atleti abbia stabilito un record del mondo, ha lui diritto all'assegnazione del punteggio
- nel caso in cui entrambi gli atleti abbiano fatto segnare un nuovo primato mondiale: verrà considerato il tempo migliore, secondo il punteggio FINA attribuito ad ogni prestazione

- In classifica generale:
- ha la precedenza il nuotatore che ha la miglior posizione nei cluster

|    | Punteggio Piazzamento | Punteggio prestazione |
| -- | --------------------- | --------------------- |
| 1º | 12                    | 24                    |
| 2º | 9                     | 18                    |
| 3º | 6                     | 12                    |

Per quanto riguarda l'attribuzione dei premi, viene effettuata secondo il piazzamento in gara, il posizionamento in classifica in ogni cluster, i record del mondo battuti.
- 1º posto in gara: 1.500 $

- 2º posto in gara: 1.000 $

- 3º posto in gara: 500 $
Inoltre viene assegnato un premio monetario al termine di ogni cluster di gare nel seguente modo:
|    | Cluster Europa              | Cluster Medio Oriente     | Cluster Asia              |
| -- | --------------------------- | ------------------------- | ------------------------- |
| 1º | 40.000/50.000 (2013 in poi) | 50.000                    | 50.000                    |
| 2º | 25.000/35.000 (2013 in poi) | 35.000                    | 35.000                    |
| 3º | 15.000/30.000 (2013 in poi) | 30.000                    | 30.000                    |
| 4º | 8.000/20.000 (2013 in poi)  | 20.000                    | 20.000                    |
| 5º | 7.000/10.000 (2013 in poi)  | 10.000                    | 10.000                    |
| 6º | 5.000                       | 8.000/5.000 (2013 in poi) | 8.000/5.000 (2013 in poi) |

In caso di record del mondo battuto, l'atleta vince un premio aggiuntivo di 10.000 $ per primato stabilito. Infine, in base alla classifica generale, vengono premiati i vincitori maschili e femminili come segue:
- 1º posto in gara: 100.000 $

- 2º posto in gara: 50.000 $

- 3º posto in gara: 30.000 $

## Albo d'oro
- 1989 - 1999: due vincitori per ogni stile:[1]

| Ediz.   | SL dist. brevi        | SL dist. lunghe   | Dorso               | Rana                | Farfalla              | Misti              |
| ------- | --------------------- | ----------------- | ------------------- | ------------------- | --------------------- | ------------------ |
| 1988-89 | Anders Holmertz       | Thurlough O'Hare  | Grant Robin         | John Cleveland      | Tom Pontig            | Jan Bidman         |
| 1988-89 | Manuela Stellmach     | Debbie Wurzburger | Anne Marie Andersen | Suki Brownsdon      | Birte Weigang         | Suki Brownsdon     |
| 1989-90 | Volodymyr Tkačenko    | Anders Holmertz   | Mark Tewksbury      | Dmitrij Volkov      | Marcel Gery           | John Kelly         |
| 1989-90 | Gitta Jensen          | Astrid Strauß     | Chikako Takase      | Tracey McFarlane    | Madeleine Scarborough | Eri Kimura         |
| 1991    | Aleksandr Popov       | Uwe Daßler        | Mark Tewksbury      | Dmitrij Volkov      | Marcel Gery           | Josef Hladky       |
| 1991    | Simone Osygus         | Cristina Sossi    | Dagmar Hase         | Penny Hartung       | Christiane Sivert     | Nancy Sweetnam     |
| 1991-92 | Michael Fibbens       | Stefan Pfeiffer   | Mark Tewksbury      | John Cleveland      | Bruno Gutzeit         | Darren Ward        |
| 1991-92 | Simone Osygus         | Cristina Sossi    | Anne Simcic         | Sylvia Gerasch      | Andrea Nugent         | Daniela Hunger     |
| 1993    | Anders Holmertz       | Evgenij Sadovyj   | Vladimir Sel'kov    | Vasili Ivanov       | Danyon Loader         | Christian Keller   |
| 1993    | Franziska van Almsick | Nikki Dryden      | Liu Bichun          | Huang Xiaomin       | Susie O'Neill         | Lin Li             |
| 1994    | Aleksandr Popov       | Evgenij Sadovyj   | Vladimir Sel'kov    | Ron Dekker          | Denis Pankratov       | Christian Keller   |
| 1994    | Le Jingyi             | Dagmar Hase       | Bai Xiuyu           | Dai Guohong         | Mette Jacobsen        | Dai Guohong        |
| 1995    | Mark Foster           | Steffen Zesner    | Jirka Letzin        | Mark Warnecke       | Chris-Carol Bremer    | Christian Keller   |
| 1995    | Franziska van Almsick | Julia Jung        | Sandra Völker       | Brigitte Becue      | Michelle Smith        | Britta Vestergaard |
| 1996    | Christian Tröger      | Jörg Hoffmann     | Stev Theloke        | Greg Schmid         | Denys Sylant'jev      | Markus Malinski    |
| 1996    | Dita Zelviene         | Irene Dalby       | Alenka Kejžar       | Helen Denman        | Angela Kennedy        | Ellie Overton      |
| 1997    | Michael Klim          | Jörg Hoffmann     | Adrian Radley       | Mark Warnecke       | Denys Sylant'jev      | Marcel Wouda       |
| 1997    | Katrin Meißner        | Claudia Poll      | Nina Živanevskaja   | Brigitte Becue      | Mette Jacobsen        | Sabine Herbst      |
| 1998    | Alexander Luderitz    | Jörg Hoffmann     | Stev Theloke        | Mark Warnecke       | Denys Sylant'jev      | Marcel Wouda       |
| 1998    | Katrin Meißner        | Kirsten Vlieghuis | Antje Buschschulte  | Brigitte Becue      | Mette Jacobsen        | Jana Kločkova      |
| 1999    | Aleksandr Popov       | Jörg Hoffmann     | Stev Theloke        | Fred de Burghgraeve | Denys Sylant'jev      | non assegnata      |
| 1999    | Katrin Meißner        | Claudia Poll      | Antje Buschschulte  | Penelope Heyns      | Johanna Sjöberg       | Jana Kločkova      |

- 2000 - 2001: due vincitori per ogni disciplina:[1]

| Ediz.   | Dist.  | Stile libero      | Dorso              | Rana             | Farfalla           | Misti              |
| ------- | ------ | ----------------- | ------------------ | ---------------- | ------------------ | ------------------ |
| 1999-00 | 50 m   | Lorenzo Vismara   | Tomislav Karlo     | Mark Warnecke    | Mike Mintenko      |                    |
| 1999-00 | 50 m   | Jenny Thompson    | Nina Živanevskaja  | Janne Schäfer    | Jenny Thompson     |                    |
| 1999-00 | 100 m  | Béla Szabados     | Lenny Krayzelburg  | Phil Rogers      | Mike Mintenko      | Xie Xufeng         |
| 1999-00 | 100 m  | Jenny Thompson    | Dyana Calub        | Alicja Pęczak    | Ruan Yi            | Jenny Thompson     |
| 1999-00 | 200 m  | Béla Szabados     | Lenny Krayzelburg  | Phil Rogers      | Massimiliano Eroli | Xie Xufeng         |
| 1999-00 | 200 m  | Yang Yu           | Kelly Stefanyshyn  | Alicja Pęczak    | Jennifer Button    | Beatrice Căslaru   |
| 1999-00 | 400 m  | Chad Carvin       |                    |                  |                    | Massimiliano Eroli |
| 1999-00 | 400 m  | Rebecca Cooke     | Beatrice Căslaru   |                  |                    |                    |
| 1999-00 | 800 m  | Rebecca Cooke     |                    |                  |                    |                    |
| 1999-00 | 1500 m | Chad Carvin       |                    |                  |                    |                    |
| 2000-01 | 50 m   | non assegnata     | Sebastian Halgasch | Morgan Knabe     | Mike Mintenko      |                    |
| 2000-01 | 50 m   | Martina Moravcová | Martina Moravcová  | Sylvia Gerasch   | Martina Moravcová  |                    |
| 2000-01 | 100 m  | Brian Jones       | Gordan Kožulj      | Morgan Knabe     | Mike Mintenko      | Jirka Letzin       |
| 2000-01 | 100 m  | Martina Moravcová | non assegnata      | Amy Balcerzak    | Martina Moravcová  | Martina Moravcová  |
| 2000-01 | 200 m  | non assegnata     | Gordan Kožulj      | Fabio Farabegoli | Denis Pankratov    | Jirka Letzin       |
| 2000-01 | 200 m  | Martina Moravcová | non assegnata      | Amy Balcerzak    | non assegnata      | Amy Balcerzak      |
| 2000-01 | 400 m  | non assegnata     |                    |                  |                    | Jirka Letzin       |
| 2000-01 | 400 m  | non assegnata     | non assegnata      |                  |                    |                    |
| 2000-01 | 800 m  | non assegnata     |                    |                  |                    |                    |
| 2000-01 | 1500 m | non assegnata     |                    |                  |                    |                    |

- Dal 2002 in poi: due vincitori unici:[1]

| Ediz.   | Maschile              | Femminile             |
| ------- | --------------------- | --------------------- |
| 2001-02 | Ed Moses              | Martina Moravcová     |
| 2002-03 | Thomas Rupprath       | Alison Sheppard       |
| 2003-04 | Ed Moses              | Martina Moravcová     |
| 2004-05 | Ryk Neethling         | Anna-Karin Kammerling |
| 2005-06 | Ryk Neethling         | Therese Alshammar     |
| 2007    | Randall Bal           | Therese Alshammar     |
| 2008    | Cameron van der Burgh | Marieke Guehrer       |
| 2009    | Cameron van der Burgh | Jessica Hardy         |
| 2010    | Thiago Pereira        | Therese Alshammar     |
| 2011    | Chad le Clos          | Therese Alshammar     |
| 2012    | Kenneth To            | Katinka Hosszú        |
| 2013    | Chad le Clos          | Katinka Hosszú        |
| 2014    | Chad le Clos          | Katinka Hosszú        |
| 2015    | Cameron van der Burgh | Katinka Hosszú        |
| 2016    | Vladimir Morozov      | Katinka Hosszú        |
| 2017    | Chad le Clos          | Sarah Sjöström        |
| 2018    | Vladimir Morozov      | Sarah Sjöström        |
| 2019    | Vladimir Morozov      | Cate Campbell         |
| 2021    | Matthew Sates         | Emma McKeon           |
| 2022    | Dylan Carter          | Beata Nelson          |
| 2023    | Qin Haiyang           | Kaylee McKeown        |
| 2024    | Léon Marchand         | Kate Douglass         |

## Sedi
Al 2014 sono state organizzate in totale 214 tappe della Coppa del Mondo da 21 diverse federazioni; quelle che hanno ospitato la competizione per il maggior numero di volte sono la Germania (31 tappe) e la Svezia (24). Nel 2012 è stata disputata per la prima volta una gara in Qatar, a Doha, e nel 2013 a Eindhoven.
| Paese (tot)               | Città (totale)            | 89 | 90 | 91 | 92 | 93 | 94 | 95 | 96 | 97 | 98 | 99 | 00 | 01 | 02 | 03 | 04 | 05 | 06 | 07 | 08 | 09 | 10 | 11 | 12 | 13 | 14 | 15 | 16 | 17 | 18 | 19 |
| ------------------------- | ------------------------- | -- | -- | -- | -- | -- | -- | -- | -- | -- | -- | -- | -- | -- | -- | -- | -- | -- | -- | -- | -- | -- | -- | -- | -- | -- | -- | -- | -- | -- | -- | -- |
| (13)                      | Hobart (2)                |    |    |    |    |    |    |    |    |    |    | ●  | ●  |    |    |    |    |    |    |    |    |    |    |    |    |    |    |    |    |    |    |    |
| (13)                      | Melbourne (5)             |    |    |    |    |    |    |    |    |    |    |    |    | ●  | ●  | ●  | ●  | ●  |    |    |    |    |    |    |    |    |    |    |    |    |    |    |
| (13)                      | Sydney (6)                |    |    |    |    |    |    |    |    |    | ●  | ●  | ●  |    |    |    |    |    | ●  | ●  | ●  |    |    |    |    |    |    |    |    |    |    |    |
| (12)                      | Belo Horizonte (4)        |    |    |    |    |    |    |    |    |    |    |    |    |    |    |    |    | ●  | ●  | ●  | ●  |    |    |    |    |    |    |    |    |    |    |    |
| (12)                      | Rio de Janeiro (8)        |    |    |    |    |    |    |    |    |    | ●  | ●  | ●  | ●  | ●  | ●  | ●  |    |    |    |    |    | ●  |    |    |    |    |    |    |    |    |    |
| (8)                       | Edmonton (4)              |    |    |    |    |    |    |    |    |    |    | ●  | ●  | ●  | ●  |    |    |    |    |    |    |    |    |    |    |    |    |    |    |    |    |    |
| (8)                       | Montréal (2)              |    | ●  |    | ●  |    |    |    |    |    |    |    |    |    |    |    |    |    |    |    |    |    |    |    |    |    |    |    |    |    |    |    |
| (8)                       | Toronto (1)               | ●  |    |    |    |    |    |    |    |    |    |    |    |    |    |    |    |    |    |    |    |    |    |    |    |    |    |    |    |    |    |    |
| (8)                       | Victoria (1)              |    |    | ●  |    |    |    |    |    |    |    |    |    |    |    |    |    |    |    |    |    |    |    |    |    |    |    |    |    |    |    |    |
| (21)                      | Jinan (1)                 |    |    |    |    |    |    |    |    |    |    |    |    |    |    |    |    |    |    |    |    |    |    |    |    |    |    |    |    |    |    | ●  |
| (21)                      | Pechino (15)              |    |    |    |    | ●  | ●  |    | ●  | ●  | ●  | ●  |    |    |    |    |    |    |    |    |    |    | ●  | ●  | ●  | ●  | ●  | ●  | ●  | ●  | ●  |    |
| (21)                      | Shanghai (5)              |    |    |    |    | ●  |    |    |    |    |    |    | ●  | ●  | ●  | ●  |    |    |    |    |    |    |    |    |    |    |    |    |    |    |    |    |
| (3)                       | Daejeon (3)               |    |    |    |    |    |    |    |    |    |    |    |    |    |    |    | ●  | ●  | ●  |    |    |    |    |    |    |    |    |    |    |    |    |    |
| (6)                       | Dubai (6)                 |    |    |    |    |    |    |    |    |    |    |    |    |    |    |    |    |    |    |    |    |    |    | ●  | ●  | ●  | ●  | ●  | ●  |    |    |    |
| (3)                       | Espoo (3)                 |    |    |    |    |    |    | ●  | ●  | ●  |    |    |    |    |    |    |    |    |    |    |    |    |    |    |    |    |    |    |    |    |    |    |
| (16)                      | Chartres (2)              |    |    |    |    |    |    |    |    |    |    |    |    |    |    |    |    |    |    |    |    |    |    |    |    |    |    | ●  | ●  |    |    |    |
| (16)                      | Parigi (14)               | ●  | ●  |    | ●  | ●  | ●  | ●  | ●  | ●  | ●  | ●  | ●  | ●  | ●  | ●  |    |    |    |    |    |    |    |    |    |    |    |    |    |    |    |    |
| (31)                      | Berlino (19)              | ●  | ●  |    |    |    |    |    |    |    |    |    | ●  | ●  | ●  | ●  | ●  | ●  | ●  | ●  | ●  | ●  | ●  | ●  | ●  | ●  |    |    | ●  | ●  |    | ●  |
| (31)                      | Bonn (4)                  | ●  | ●  | ●  | ●  |    |    |    |    |    |    |    |    |    |    |    |    |    |    |    |    |    |    |    |    |    |    |    |    |    |    |    |
| (31)                      | Gelsenkirchen (7)         |    |    |    |    | ●  | ●  | ●  | ●  | ●  | ●  | ●  |    |    |    |    |    |    |    |    |    |    |    |    |    |    |    |    |    |    |    |    |
| (31)                      | Rostock (1)               |    |    | ●  |    |    |    |    |    |    |    |    |    |    |    |    |    |    |    |    |    |    |    |    |    |    |    |    |    |    |    |    |
| (10)                      | Tokyo (10)                |    |    |    |    |    |    |    |    |    |    |    |    |    |    |    |    |    |    |    |    |    | ●  | ●  | ●  | ●  | ●  | ●  | ●  | ●  | ●  | ●  |
| (11)                      | Hong Kong (11)            |    |    |    |    |    | ●  | ●  | ●  | ●  | ●  | ●  | ●  |    |    |    |    |    |    |    |    |    |    |    |    |    | ●  | ●  | ●  | ●  |    |    |
| (14)                      | Desenzano (2)             |    | ●  |    |    |    | ●  |    |    |    |    |    |    |    |    |    |    |    |    |    |    |    |    |    |    |    |    |    |    |    |    |    |
| (14)                      | Imperia (7)               |    |    |    |    |    |    |    | ●  | ●  | ●  | ●  | ●  | ●  | ●  |    |    |    |    |    |    |    |    |    |    |    |    |    |    |    |    |    |
| (14)                      | Milano (3)                |    |    | ●  | ●  | ●  |    |    |    |    |    |    |    |    |    |    |    |    |    |    |    |    |    |    |    |    |    |    |    |    |    |    |
| (14)                      | Saint-Vincent (1)         |    |    |    |    |    |    | ●  |    |    |    |    |    |    |    |    |    |    |    |    |    |    |    |    |    |    |    |    |    |    |    |    |
| (14)                      | Venezia (1)               | ●  |    |    |    |    |    |    |    |    |    |    |    |    |    |    |    |    |    |    |    |    |    |    |    |    |    |    |    |    |    |    |
| (3)                       | Eindhoven (3)             |    |    |    |    |    |    |    |    |    |    |    |    |    |    |    |    |    |    |    |    |    |    |    |    | ●  |    |    |    | ●  | ●  |    |
| (8)                       | Doha (8)                  |    |    |    |    |    |    |    |    |    |    |    |    |    |    |    |    |    |    |    |    |    |    |    | ●  | ●  | ●  | ●  | ●  | ●  | ●  | ●  |
| (13)                      | Glasgow (1)               |    |    |    |    |    |    |    |    | ●  |    |    |    |    |    |    |    |    |    |    |    |    |    |    |    |    |    |    |    |    |    |    |
| (13)                      | Leicester (2)             |    | ●  |    | ●  |    |    |    |    |    |    |    |    |    |    |    |    |    |    |    |    |    |    |    |    |    |    |    |    |    |    |    |
| (13)                      | Londra (1)                | ●  |    |    |    |    |    |    |    |    |    |    |    |    |    |    |    |    |    |    |    |    |    |    |    |    |    |    |    |    |    |    |
| (13)                      | Sheffield (9)             |    |    | ●  |    | ●  | ●  | ●  | ●  |    | ●  | ●  | ●  | ●  |    |    |    |    |    |    |    |    |    |    |    |    |    |    |    |    |    |    |
| (18)                      | Kazan' (2)                |    |    |    |    |    |    |    |    |    |    |    |    |    |    |    |    |    |    |    |    |    |    |    |    |    |    |    |    |    | ●  | ●  |
| (18)                      | Mosca (14)                |    |    |    |    |    |    |    |    |    |    |    |    |    |    |    | ●  | ●  | ●  | ●  | ●  | ●  | ●  | ●  | ●  | ●  | ●  | ●  | ●  | ●  |    |    |
| (18)                      | San Pietroburgo (2)       |    |    | ●  | ●  |    |    |    |    |    |    |    |    |    |    |    |    |    |    |    |    |    |    |    |    |    |    |    |    |    |    |    |
| (13)                      | Singapore (13)            |    |    |    |    |    |    |    |    |    |    |    |    |    |    |    |    |    |    | ●  | ●  | ●  | ●  | ●  | ●  | ●  | ●  | ●  | ●  | ●  | ●  | ●  |
| (1)                       | Palma di Maiorca (1)      |    |    |    | ●  |    |    |    |    |    |    |    |    |    |    |    |    |    |    |    |    |    |    |    |    |    |    |    |    |    |    |    |
| (10)                      | College Station (1)       |    |    |    |    |    |    |    |    |    |    | ●  |    |    |    |    |    |    |    |    |    |    |    |    |    |    |    |    |    |    |    |    |
| (10)                      | Indianapolis (1)          | ●  |    |    |    |    |    |    |    |    |    |    |    |    |    |    |    |    |    |    |    |    |    |    |    |    |    |    |    |    |    |    |
| (10)                      | New York (5)              |    |    |    |    |    |    |    |    |    |    |    |    |    | ●  | ●  | ●  | ●  | ●  |    |    |    |    |    |    |    |    |    |    |    |    |    |
| (10)                      | Orlando (1)               |    | ●  |    |    |    |    |    |    |    |    |    |    |    |    |    |    |    |    |    |    |    |    |    |    |    |    |    |    |    |    |    |
| (10)                      | Washington (2)            |    |    |    |    |    |    |    |    |    |    |    | ●  | ●  |    |    |    |    |    |    |    |    |    |    |    |    |    |    |    |    |    |    |
| (6)                       | Durban (6)                |    |    |    |    |    |    |    |    |    |    |    |    |    |    |    | ●  | ●  | ●  | ●  | ●  | ●  |    |    |    |    |    |    |    |    |    |    |
| (24)                      | Göteborg (2)              | ●  | ●  |    |    |    |    |    |    |    |    |    |    |    |    |    |    |    |    |    |    |    |    |    |    |    |    |    |    |    |    |    |
| (24)                      | Malmö (10)                |    |    | ●  | ●  | ●  | ●  | ●  | ●  | ●  | ●  | ●  | ●  |    |    |    |    |    |    |    |    |    |    |    |    |    |    |    |    |    |    |    |
| (24)                      | Stoccolma (12)            |    |    |    |    |    |    |    |    |    |    |    |    | ●  | ●  | ●  | ●  | ●  | ●  | ●  | ●  | ●  | ●  | ●  | ●  |    |    |    |    |    |    |    |
| (2)                       | Budapest (2)              |    |    |    |    |    |    |    |    |    |    |    |    |    |    |    |    |    |    |    |    |    |    |    |    |    |    |    |    |    | ●  | ●  |
| Totale tappe per edizione | Totale tappe per edizione | 8  | 8  | 7  | 8  | 7  | 7  | 7  | 8  | 8  | 9  | 12 | 12 | 10 | 9  | 7  | 8  | 8  | 8  | 7  | 7  | 5  | 7  | 7  | 8  | 8  | 7  | 8  | 9  | 8  | 7  | 7  |